# Xiao Guodong
Xiao Guodong, chiń. 肖国栋; pinyin Xiāo Guódòng (ur. 10 lutego 1989 w Chinach) – chiński snookerzysta. Plasuje się na 28. miejscu pod względem zdobytych setek w profesjonalnych turniejach, w sierpniu 2025 miał ich łącznie 317.

## Kariera zawodowa
Xiao Guodong jest chińskim profesjonalnym snookerzystą, który swój debiut w Main Tourze zanotował w sezonie 2006/2007. Do udziału w kwalifikacjach turniejów rankingowych jest uprawniony dzięki zwycięstwie w ACBS Asian Under-21 Championship.

### Sezon 2006/2007
Jego pierwszy udział w profesjonalnym turnieju snookerowym miał miejsce podczas turnieju China Open w 2007 roku, kiedy to otrzymał od organizatorów dziką kartę. W rundzie dzikich kart pokonał ówczesny numer 50. światowej listy rankingowej – Toma Forda 5-3, jednak już w pierwszej rundzie turnieju zasadniczego przegrał z Matthew Stevensem 0-5.

### Sezon 2007/2008
Swój pierwszy rankingowy turniej, w którym wziął udział to Grand Prix. W fazie kwalifikacyjnej (w tym sezonie, podobnie jak w poprzednim, były to kwalifikacje w grupach) zajął 4. miejsce w grupie i nie awansował do dalszej fazy turnieju.
W turnieju Northern Ireland Trophy w 2007 roku w kwalifikacjach pokonał Irlandczyka Leo Fernandeza 5-1 oraz Jimmy’ego White’a 5-0, jednak w 3. rundzie kwalifikacji przegrał z Davidem Gilbertem 2-5.
W kwalifikacjach do UK Championship 2007, odpadł już w pierwszej rundzie kwalifikacji przegrywając z Norwegiem Kurtem Maflinem 8-9. Później, w kwalifikacjach do China Open, ten sam Norweg stał się również pogromcą Xiao. Podobnie swój udział w kwalifikacjach w pierwszej rundzie zakończył w turniejach The Maters i Welsh Open.
W kwalifikacjach do snookerowych mistrzostw świata doszedł do 3. rundy, ulegając w niej Davidowi Roe 5-10.

### Sezon 2008/2009
W tym sezonie brał udział w kwalifikacjach do niewielu turniejów. W turnieju Shanghai Masters otrzymał od organizatorów dziką kartę, jednak nie wykorzystał tej szansy przegrywając z Anglikiem Jimmym White’em 2-5.
Za najlepszy dotychczas występ Xiao Guodonga w jego karierze uznaje się udział w turnieju China Open w 2009 roku. Tutaj od organizatorów turnieju otrzymał dziką kartę. Wykorzystał tę szansę, pokonując Michaela Holta 5-3 i otrzymując szansę gry w fazie zasadniczej turnieju. W 1. rundzie turnieju pokonał numer 11. światowego rankingu snookerowego – Ding Junhuia 5-3. W 2. rundzie (1/8 finału) spotkał się z ówczesnym snookerowym Mistrzem świata Ronnie’em O’Sullivanem. Na przerwę zeszli przy stanie 3-1 dla O’Sullivana. Po przerwie spotkanie było już bardziej wyrównane, ale mimo to Xiao nie był w stanie odrobić strat. Całe spotkanie zakończyło się przegraną Chińczyka 3-5.
W tym sezonie nie brał on udziału w kwalifikacjach do Mistrzostw świata.
W tymże sezonie Xiao Guodong zwyciężył w nierankingowym turnieju Paul Hunter English Open, w którym biorą udział słabsi zawodnicy (w większości ci, którzy sklasyfikowani są poza pierwszą 50. światowego rankingu).
Z powodu nie brania udziałów w kwalifikacjach do większości turniejów rankingowych przez tego zawodnika, został on sklasyfikowany poza pierwszą 96. światowego rankingu snookerowego na sezon 2009/2010.

### Sezon 2009/2010

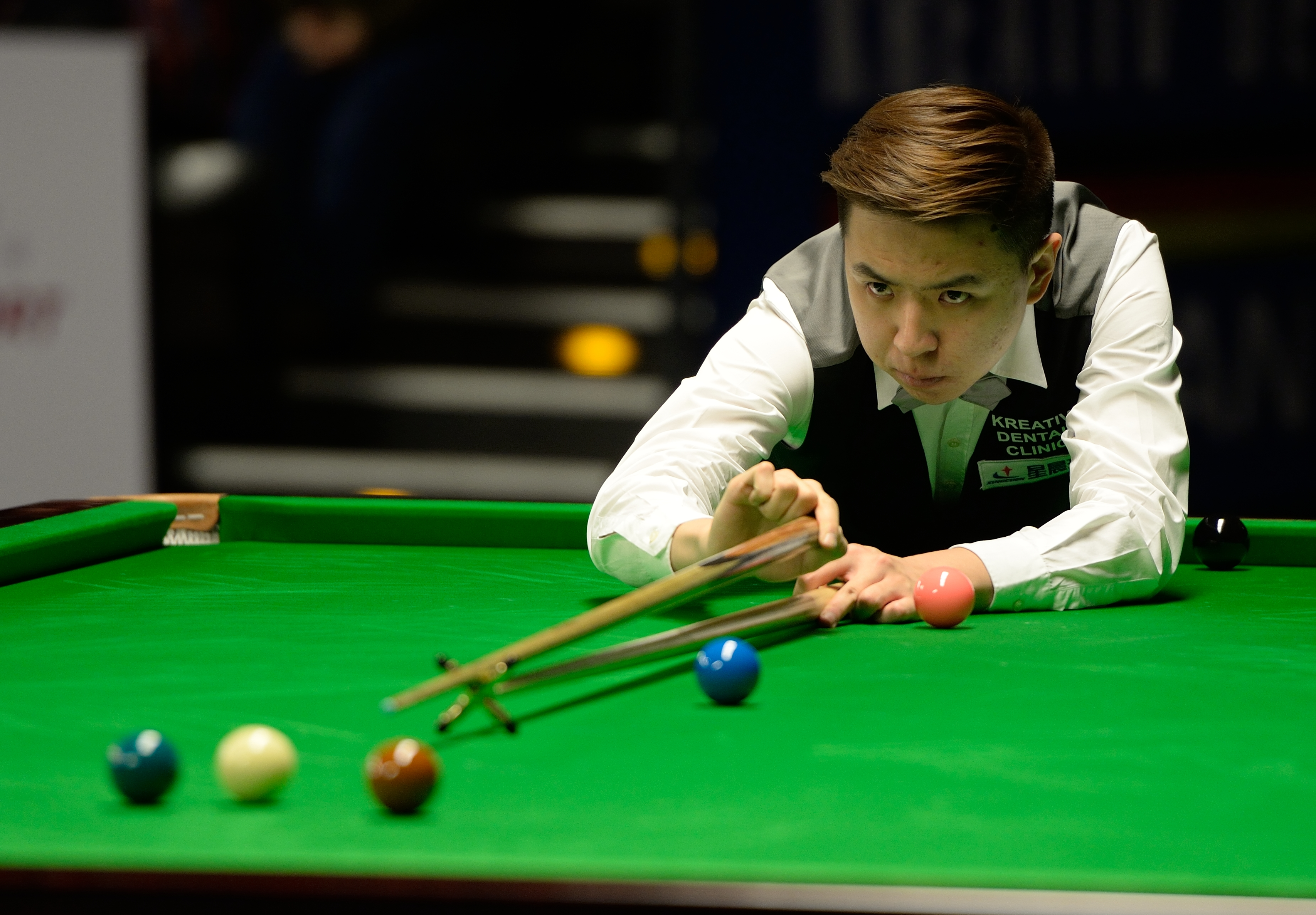
Xiao Guodong, 2015

W sezonie tym uczestniczył dotychczas w kwalifikacjach do wszystkich turniejów rankingowych. W 1. rundzie kwalifikacji swój udział zakończył w turnieju Grand Prix 2009. W kwalifikacjach do Shanghai Masters 2009, UK Championship 2009 i Welsh Open 2010 doszedł do 2. rundy kwalifikacji. Najlepszy występ Xiao w tym sezonie miał miejsce w turnieju China Open 2010, gdzie Xiao doszedł do 3. rundy, w której przegrał z Markiem Davisem 3-5.
Kwalifikacje do Mistrzostw świata 2010 zakończył już w pierwszej rundzie ulegając jedynemu w stawce reprezentantowi Malty – Tony’emu Drago 9-10.
Jako że na sezon 2009/2010 Xiao Guodong został sklasyfikowany poza pierwszą 96. światowego rankingu snookerowego, nie był on uprawniony do udziału w kwalifikacjach do nierankingowego turnieju The Masters.

### Sezon 2010/2011
W kwalifikacjach do turnieju Shanghai Masters 2010 zawodnik ten doszedł do drugiej rundy. W pierwszym meczu pokonał Paula Davisona 5-1, w drugim zaś uległ Tony’emu Drago 2-5.

## Występy w turniejach w karierze

### Turnieje rankingowe
| Turnieje                     | 2004 /05      | 2006 /07      | 2007 /08      | 2008 /09      | 2009 /10      | 2010 /11      | 2011 /12      | 2012 /13      | 2013 /14      | 2014 /15      | 2015 /16      | 2016 /17      | 2017 /18      | 2018 /19      | 2019 /20      | 2020 /21      | 2021 /22      | 2022 /23      | 2023 /24      | 2024 /25 | 2025 /26 |
| ---------------------------- | ------------- | ------------- | ------------- | ------------- | ------------- | ------------- | ------------- | ------------- | ------------- | ------------- | ------------- | ------------- | ------------- | ------------- | ------------- | ------------- | ------------- | ------------- | ------------- | -------- | -------- |
| Ranking                      |               | [ i ]         |               | [ i ]         | [ ii ]        | 74            | 64            | 41            | 37            | 23            | 21            | 51            | 39            | 25            | 25            | 31            | 29            | 38            | 41            | 34       | 13       |
| Championship League          | nie rozegrano | nie rozegrano | nierankingowy | nierankingowy | nierankingowy | nierankingowy | nierankingowy | nierankingowy | nierankingowy | nierankingowy | nierankingowy | nierankingowy | nierankingowy | nierankingowy | nierankingowy | 2R            | A             | 3R            | 3R            | A        | A        |
| Saudi Arabia Snooker Masters | nie rozegrano | nie rozegrano | nie rozegrano | nie rozegrano | nie rozegrano | nie rozegrano | nie rozegrano | nie rozegrano | nie rozegrano | nie rozegrano | nie rozegrano | nie rozegrano | nie rozegrano | nie rozegrano | nie rozegrano | nie rozegrano | nie rozegrano | nie rozegrano | nie rozegrano | QF       | WD       |
| Wuhan Open                   | nie rozegrano | nie rozegrano | nie rozegrano | nie rozegrano | nie rozegrano | nie rozegrano | nie rozegrano | nie rozegrano | nie rozegrano | nie rozegrano | nie rozegrano | nie rozegrano | nie rozegrano | nie rozegrano | nie rozegrano | nie rozegrano | nie rozegrano | nie rozegrano | 3R            | W        |          |
| English Open                 | nie rozegrano | nie rozegrano | nie rozegrano | nie rozegrano | nie rozegrano | nie rozegrano | nie rozegrano | nie rozegrano | nie rozegrano | nie rozegrano | nie rozegrano | 4R            | 4R            | 1R            | 4R            | 1R            | 1R            | LQ            | 4R            | 1R       |          |
| British Open                 | A             | nie rozegrano | nie rozegrano | nie rozegrano | nie rozegrano | nie rozegrano | nie rozegrano | nie rozegrano | nie rozegrano | nie rozegrano | nie rozegrano | nie rozegrano | nie rozegrano | nie rozegrano | nie rozegrano | nie rozegrano | 1R            | 2R            | SF            | 1R       |          |
| Xi'an Grand Prix             | nie rozegrano | nie rozegrano | nie rozegrano | nie rozegrano | nie rozegrano | nie rozegrano | nie rozegrano | nie rozegrano | nie rozegrano | nie rozegrano | nie rozegrano | nie rozegrano | nie rozegrano | nie rozegrano | nie rozegrano | nie rozegrano | nie rozegrano | nie rozegrano | nie rozegrano | 2R       |          |
| Northern Ireland Open        | nie rozegrano | nie rozegrano | nie rozegrano | nie rozegrano | nie rozegrano | nie rozegrano | nie rozegrano | nie rozegrano | nie rozegrano | nie rozegrano | nie rozegrano | 1R            | 3R            | 3R            | 1R            | 2R            | 1R            | 3R            | LQ            | 1R       |          |
| International Championship   | nie rozegrano | nie rozegrano | nie rozegrano | nie rozegrano | nie rozegrano | nie rozegrano | nie rozegrano | LQ            | 2R            | 3R            | 1R            | 1R            | 2R            | 2R            | 2R            | nie rozegrano | nie rozegrano | nie rozegrano | 2R            | SF       |          |
| UK Championship              | A             | A             | LQ            | A             | LQ            | LQ            | LQ            | LQ            | 3R            | 2R            | 2R            | 2R            | 4R            | 3R            | 2R            | 4R            | 3R            | 1R            | LQ            | 1R       |          |
| Shoot Out                    | nie rozegrano | nie rozegrano | nie rozegrano | nie rozegrano | nie rozegrano | nierankingowy | nierankingowy | nierankingowy | nierankingowy | nierankingowy | nierankingowy | F             | 2R            | 2R            | 3R            | 3R            | 1R            | 2R            | 1R            | 2R       |          |
| Scottish Open                | nie rozegrano | nie rozegrano | nie rozegrano | nie rozegrano | nie rozegrano | nie rozegrano | nie rozegrano | MR            | nie rozegrano | nie rozegrano | nie rozegrano | 3R            | QF            | 1R            | 3R            | 1R            | 2R            | 3R            | LQ            | SF       |          |
| German Masters               | nie rozegrano | nie rozegrano | nie rozegrano | nie rozegrano | nie rozegrano | LQ            | LQ            | 1R            | QF            | 2R            | LQ            | LQ            | QF            | 2R            | LQ            | LQ            | LQ            | QF            | 1R            | SF       |          |
| World Grand Prix             | nie rozegrano | nie rozegrano | nie rozegrano | nie rozegrano | nie rozegrano | nie rozegrano | nie rozegrano | nie rozegrano | nie rozegrano | NR            | DNQ           | DNQ           | QF            | SF            | 2R            | 1R            | DNQ           | QF            | 1R            | QF       |          |
| Players Championship         | nie rozegrano | nie rozegrano | nie rozegrano | nie rozegrano | nie rozegrano | DNQ           | QF            | QF            | DNQ           | DNQ           | DNQ           | DNQ           | DNQ           | DNQ           | DNQ           | DNQ           | DNQ           | DNQ           | DNQ           | QF       |          |
| Welsh Open                   | A             | A             | LQ            | A             | LQ            | LQ            | LQ            | LQ            | 3R            | 2R            | 1R            | 1R            | 1R            | 1R            | 3R            | 3R            | LQ            | LQ            | 1R            | A        |          |
| World Open                   | A             | A             | LQ            | A             | LQ            | LQ            | LQ            | LQ            | 1R            | nie rozegrano | nie rozegrano | 2R            | 2R            | QF            | 2R            | nie rozegrano | nie rozegrano | nie rozegrano | LQ            | 1R       |          |
| Tour Championship            | nie rozegrano | nie rozegrano | nie rozegrano | nie rozegrano | nie rozegrano | nie rozegrano | nie rozegrano | nie rozegrano | nie rozegrano | nie rozegrano | nie rozegrano | nie rozegrano | nie rozegrano | DNQ           | DNQ           | DNQ           | DNQ           | DNQ           | DNQ           | QF       |          |
| Mistrzostwa świata           | A             | A             | LQ            | A             | LQ            | LQ            | LQ            | LQ            | 1R            | LQ            | LQ            | 2R            | 1R            | LQ            | A             | LQ            | LQ            | LQ            | LQ            | 2R       |          |

### Turnieje nierankingowe
| Turniej               | 2004 /05      | 2006 /07      | 2007 /08      | 2008 /09      | 2009 /10      | 2010 /11      | 2011 /12      | 2012 /13      | 2013 /14   | 2014 /15   | 2015 /16   | 2016 /17   | 2017 /18   | 2018 /19 | 2019 /20 | 2020 /21      | 2021 /22      | 2022 /23      | 2023 /24 | 2024 /25 | 2025 /26 |
| --------------------- | ------------- | ------------- | ------------- | ------------- | ------------- | ------------- | ------------- | ------------- | ---------- | ---------- | ---------- | ---------- | ---------- | -------- | -------- | ------------- | ------------- | ------------- | -------- | -------- | -------- |
| Shanghai Masters      | nie rozegrano | nie rozegrano | rankingowy    | rankingowy    | rankingowy    | rankingowy    | rankingowy    | rankingowy    | rankingowy | rankingowy | rankingowy | rankingowy | rankingowy | 1R       | 2R       | nie rozegrano | nie rozegrano | nie rozegrano | A        | A        | QF       |
| Champion of Champions | nie rozegrano | nie rozegrano | nie rozegrano | nie rozegrano | nie rozegrano | nie rozegrano | nie rozegrano | nie rozegrano | A          | A          | A          | A          | A          | A        | A        | A             | A             | A             | A        | F        |          |
| The Masters           | A             | A             | LQ            | A             | A             | A             | A             | A             | A          | A          | A          | A          | A          | A        | A        | A             | A             | A             | A        | A        |          |
| Championship League   | nie rozegrano | nie rozegrano | A             | A             | A             | A             | A             | A             | A          | 2R         | A          | A          | A          | RR       | RR       | A             | RR            | 2R            | RR       | RR       |          |

### Byłe turnieje rankingowe
| Northern Ireland Trophy    | NR            | A             | LQ            | A             | nie rozegrano | nie rozegrano  | nie rozegrano  | nie rozegrano  | nie rozegrano  | nie rozegrano  | nie rozegrano  | nie rozegrano | nie rozegrano | nie rozegrano | nie rozegrano | nie rozegrano | nie rozegrano | nie rozegrano | nie rozegrano | nie rozegrano | nie rozegrano | nie rozegrano | nie rozegrano | nie rozegrano | nie rozegrano | nie rozegrano | nie rozegrano | nie rozegrano | nie rozegrano | nie rozegrano | nie rozegrano | nie rozegrano | nie rozegrano | nie rozegrano |               |               |               |               |               |               |               |               |               |               |               |               |
| Wuxi Classic               | nie rozegrano | nie rozegrano | nie rozegrano | nierankingowy | nierankingowy | nierankingowy  | nierankingowy  | LQ             | 3R             | 1R             | nie rozegrano  | nie rozegrano | nie rozegrano | nie rozegrano | nie rozegrano | nie rozegrano | nie rozegrano | nie rozegrano | nie rozegrano | nie rozegrano | nie rozegrano | nie rozegrano | nie rozegrano | nie rozegrano | nie rozegrano | nie rozegrano | nie rozegrano | nie rozegrano | nie rozegrano | nie rozegrano | nie rozegrano | nie rozegrano | nie rozegrano | nie rozegrano | nie rozegrano | nie rozegrano | nie rozegrano | nie rozegrano | nie rozegrano | nie rozegrano |               |               |               |               |               |               |
| Australian Goldfields Open | nie rozegrano | nie rozegrano | nie rozegrano | nie rozegrano | nie rozegrano | nie rozegrano  | LQ             | 1R             | 1R             | SF             | 1R             | nie rozegrano | nie rozegrano | nie rozegrano | nie rozegrano | nie rozegrano | nie rozegrano | nie rozegrano | nie rozegrano | nie rozegrano | nie rozegrano | nie rozegrano | nie rozegrano | nie rozegrano | nie rozegrano | nie rozegrano | nie rozegrano | nie rozegrano | nie rozegrano | nie rozegrano | nie rozegrano | nie rozegrano | nie rozegrano | nie rozegrano | nie rozegrano | nie rozegrano | nie rozegrano | nie rozegrano | nie rozegrano | nie rozegrano | nie rozegrano |               |               |               |               |               |
| Shanghai Masters           | nie rozegrano | nie rozegrano | 1R            | WR            | LQ            | LQ             | LQ             | LQ             | F              | LQ             | LQ             | LQ            | 1R            | nierankingowy | nierankingowy | nie rozegrano | nie rozegrano | nie rozegrano | nierankingowy | nierankingowy | nierankingowy |               |               |               |               |               |               |               |               |               |               |               |               |               |               |               |               |               |               |               |               |               |               |               |               |               |
| Paul Hunter Classic        | Pro-am Event  | Pro-am Event  | Pro-am Event  | Pro-am Event  | Pro-am Event  | Minoring Event | Minoring Event | Minoring Event | Minoring Event | Minoring Event | Minoring Event | 2R            | A             | 2R            | NR            | nie rozegrano | nie rozegrano | nie rozegrano | nie rozegrano | nie rozegrano | nie rozegrano | nie rozegrano | nie rozegrano | nie rozegrano | nie rozegrano | nie rozegrano | nie rozegrano | nie rozegrano | nie rozegrano | nie rozegrano | nie rozegrano | nie rozegrano | nie rozegrano | nie rozegrano | nie rozegrano | nie rozegrano | nie rozegrano | nie rozegrano | nie rozegrano | nie rozegrano | nie rozegrano | nie rozegrano | nie rozegrano | nie rozegrano | nie rozegrano |               |
| Indian Open                | nie rozegrano | nie rozegrano | nie rozegrano | nie rozegrano | nie rozegrano | nie rozegrano  | nie rozegrano  | nie rozegrano  | LQ             | A              | NH             | 2R            | LQ            | WD            | nie rozegrano | nie rozegrano | nie rozegrano | nie rozegrano | nie rozegrano | nie rozegrano | nie rozegrano | nie rozegrano | nie rozegrano | nie rozegrano | nie rozegrano | nie rozegrano | nie rozegrano | nie rozegrano | nie rozegrano | nie rozegrano | nie rozegrano | nie rozegrano | nie rozegrano | nie rozegrano | nie rozegrano | nie rozegrano | nie rozegrano | nie rozegrano | nie rozegrano | nie rozegrano | nie rozegrano | nie rozegrano | nie rozegrano | nie rozegrano |               |               |
| China Open                 | 1R            | LQ            | 2R            | LQ            | LQ            | LQ             | LQ             | 2R             | LQ             | LQ             | LQ             | 1R            | 2R            | 1R            | nie rozegrano | nie rozegrano | nie rozegrano | nie rozegrano | nie rozegrano | nie rozegrano | nie rozegrano | nie rozegrano | nie rozegrano | nie rozegrano | nie rozegrano | nie rozegrano | nie rozegrano | nie rozegrano | nie rozegrano | nie rozegrano | nie rozegrano | nie rozegrano | nie rozegrano | nie rozegrano | nie rozegrano | nie rozegrano | nie rozegrano | nie rozegrano | nie rozegrano | nie rozegrano | nie rozegrano | nie rozegrano | nie rozegrano | nie rozegrano |               |               |
| Riga Masters               | nie rozegrano | nie rozegrano | nie rozegrano | nie rozegrano | nie rozegrano | nie rozegrano  | nie rozegrano  | nie rozegrano  | nie rozegrano  | Minor          | Minor          | QF            | 1R            | 1R            | 2R            | nie rozegrano | nie rozegrano | nie rozegrano | nie rozegrano | nie rozegrano | nie rozegrano | nie rozegrano | nie rozegrano | nie rozegrano | nie rozegrano | nie rozegrano | nie rozegrano | nie rozegrano | nie rozegrano | nie rozegrano | nie rozegrano | nie rozegrano | nie rozegrano | nie rozegrano | nie rozegrano | nie rozegrano | nie rozegrano | nie rozegrano | nie rozegrano | nie rozegrano | nie rozegrano | nie rozegrano | nie rozegrano | nie rozegrano | nie rozegrano |               |
| China Championship         | nie rozegrano | nie rozegrano | nie rozegrano | nie rozegrano | nie rozegrano | nie rozegrano  | nie rozegrano  | nie rozegrano  | nie rozegrano  | nie rozegrano  | nie rozegrano  | NR            | 1R            | 2R            | 2R            | nie rozegrano | nie rozegrano | nie rozegrano | nie rozegrano | nie rozegrano | nie rozegrano | nie rozegrano | nie rozegrano | nie rozegrano | nie rozegrano | nie rozegrano | nie rozegrano | nie rozegrano | nie rozegrano | nie rozegrano | nie rozegrano | nie rozegrano | nie rozegrano | nie rozegrano | nie rozegrano | nie rozegrano | nie rozegrano | nie rozegrano | nie rozegrano | nie rozegrano | nie rozegrano | nie rozegrano | nie rozegrano | nie rozegrano | nie rozegrano |               |
| WST Pro Series             | nie rozegrano | nie rozegrano | nie rozegrano | nie rozegrano | nie rozegrano | nie rozegrano  | nie rozegrano  | nie rozegrano  | nie rozegrano  | nie rozegrano  | nie rozegrano  | nie rozegrano | nie rozegrano | nie rozegrano | nie rozegrano | 3R            | nie rozegrano | nie rozegrano | nie rozegrano | nie rozegrano | nie rozegrano | nie rozegrano | nie rozegrano | nie rozegrano | nie rozegrano | nie rozegrano | nie rozegrano | nie rozegrano | nie rozegrano | nie rozegrano | nie rozegrano | nie rozegrano | nie rozegrano | nie rozegrano | nie rozegrano | nie rozegrano | nie rozegrano | nie rozegrano | nie rozegrano | nie rozegrano | nie rozegrano | nie rozegrano | nie rozegrano | nie rozegrano | nie rozegrano | nie rozegrano |
| Turkish Masters            | nie rozegrano | nie rozegrano | nie rozegrano | nie rozegrano | nie rozegrano | nie rozegrano  | nie rozegrano  | nie rozegrano  | nie rozegrano  | nie rozegrano  | nie rozegrano  | nie rozegrano | nie rozegrano | nie rozegrano | nie rozegrano | nie rozegrano | 1R            | nie rozegrano | nie rozegrano | nie rozegrano | nie rozegrano |               |               |               |               |               |               |               |               |               |               |               |               |               |               |               |               |               |               |               |               |               |               |               |               |               |
| Gibraltar Open             | nie rozegrano | nie rozegrano | nie rozegrano | nie rozegrano | nie rozegrano | nie rozegrano  | nie rozegrano  | nie rozegrano  | nie rozegrano  | nie rozegrano  | MR             | A             | A             | A             | SF            | QF            | 2R            | nie rozegrano | nie rozegrano | nie rozegrano | nie rozegrano |               |               |               |               |               |               |               |               |               |               |               |               |               |               |               |               |               |               |               |               |               |               |               |               |               |
| WST Classic                | nie rozegrano | nie rozegrano | nie rozegrano | nie rozegrano | nie rozegrano | nie rozegrano  | nie rozegrano  | nie rozegrano  | nie rozegrano  | nie rozegrano  | nie rozegrano  | nie rozegrano | nie rozegrano | nie rozegrano | nie rozegrano | nie rozegrano | nie rozegrano | 1R            | nie rozegrano | nie rozegrano | nie rozegrano |               |               |               |               |               |               |               |               |               |               |               |               |               |               |               |               |               |               |               |               |               |               |               |               |               |
| European Masters           | A             | A             | NR            | nie rozegrano | nie rozegrano | nie rozegrano  | nie rozegrano  | nie rozegrano  | nie rozegrano  | nie rozegrano  | nie rozegrano  | A             | LQ            | WD            | 2R            | 2R            | 2R            | 2R            | 2R            | nie rozegrano | nie rozegrano |               |               |               |               |               |               |               |               |               |               |               |               |               |               |               |               |               |               |               |               |               |               |               |               |               |

### Byłe turnieje nierankingowe
| Beijing International Challenge | nie rozegrano | nie rozegrano | nie rozegrano | nie rozegrano | A             | RR            | nie rozegrano | nie rozegrano | nie rozegrano | nie rozegrano | nie rozegrano | nie rozegrano | nie rozegrano | nie rozegrano | nie rozegrano | nie rozegrano | nie rozegrano | nie rozegrano | nie rozegrano | nie rozegrano | nie rozegrano | nie rozegrano | nie rozegrano | nie rozegrano | nie rozegrano | nie rozegrano | nie rozegrano | nie rozegrano | nie rozegrano | nie rozegrano | nie rozegrano | nie rozegrano | nie rozegrano | nie rozegrano | nie rozegrano | nie rozegrano |               |               |               |               |            |
| Wuxi Classic                    | nie rozegrano | nie rozegrano | nie rozegrano | A             | A             | 1R            | A             | rankingowy    | rankingowy    | rankingowy    | nie rozegrano | nie rozegrano | nie rozegrano | nie rozegrano | nie rozegrano | nie rozegrano | nie rozegrano | nie rozegrano | nie rozegrano | nie rozegrano | nie rozegrano | nie rozegrano | nie rozegrano | nie rozegrano | nie rozegrano | nie rozegrano | nie rozegrano | nie rozegrano | nie rozegrano | nie rozegrano | nie rozegrano | nie rozegrano | nie rozegrano | nie rozegrano | nie rozegrano | nie rozegrano | nie rozegrano | nie rozegrano | nie rozegrano | nie rozegrano |            |
| World Grand Prix                | nie rozegrano | nie rozegrano | nie rozegrano | nie rozegrano | nie rozegrano | nie rozegrano | nie rozegrano | nie rozegrano | nie rozegrano | 1R            | rankingowy    | rankingowy    | rankingowy    | rankingowy    | rankingowy    | rankingowy    | rankingowy    | rankingowy    | rankingowy    | rankingowy    | rankingowy    | rankingowy    | rankingowy    | rankingowy    | rankingowy    | rankingowy    | rankingowy    | rankingowy    | rankingowy    | rankingowy    | rankingowy    | rankingowy    | rankingowy    | rankingowy    | rankingowy    | rankingowy    | rankingowy    | rankingowy    | rankingowy    | rankingowy    |            |
| Shoot Out                       | nie rozegrano | nie rozegrano | nie rozegrano | nie rozegrano | nie rozegrano | A             | 1R            | 1R            | 2R            | F             | 2R            | rankingowy    | rankingowy    | rankingowy    | rankingowy    | rankingowy    | rankingowy    | rankingowy    | rankingowy    | rankingowy    | rankingowy    | rankingowy    | rankingowy    | rankingowy    | rankingowy    | rankingowy    | rankingowy    | rankingowy    | rankingowy    | rankingowy    | rankingowy    | rankingowy    | rankingowy    | rankingowy    | rankingowy    | rankingowy    | rankingowy    | rankingowy    | rankingowy    | rankingowy    | rankingowy |
| Six-red World Championship      | nie rozegrano | nie rozegrano | nie rozegrano | A             | A             | A             | NH            | A             | A             | A             | A             | A             | A             | A             | A             | nie rozegrano | nie rozegrano | LQ            | nie rozegrano | nie rozegrano | nie rozegrano |               |               |               |               |               |               |               |               |               |               |               |               |               |               |               |               |               |               |               |            |
| Haining Open                    | nie rozegrano | nie rozegrano | nie rozegrano | nie rozegrano | nie rozegrano | nie rozegrano | nie rozegrano | nie rozegrano | nie rozegrano | Minor         | Minor         | 3R            | 2R            | A             | A             | NH            | A             | NH            | A             | nie rozegrano | nie rozegrano |               |               |               |               |               |               |               |               |               |               |               |               |               |               |               |               |               |               |               |            |

| Legenda tabeli wyników              | Legenda tabeli wyników       | Legenda tabeli wyników                     | Legenda tabeli wyników                                                              | Legenda tabeli wyników                     | Legenda tabeli wyników                     |
| ----------------------------------- | ---------------------------- | ------------------------------------------ | ----------------------------------------------------------------------------------- | ------------------------------------------ | ------------------------------------------ |
| LQ                                  | odpadnięcie w kwalifikacjach | #R                                         | odpadnięcie we wczesnej fazie turnieju (WR = runda dzikich kart, RR = faza grupowa) | QF                                         | przegrana w ćwierćfinale                   |
| SF                                  | przegrana w półfinale        | F                                          | przegrana w finale                                                                  | W                                          | zwycięstwo                                 |
| DNQ                                 | nie zakwalifikował/a się     | A                                          | nie brał/a udziału                                                                  | WD                                         | zrezygnował/a w trakcie turnieju           |
| Legenda oznaczeń w tabelach wyników |                              |                                            |                                                                                     |                                            |                                            |
| NH / Nie roz.                       | NH / Nie roz.                | Turniej nie odbył się.                     | Turniej nie odbył się.                                                              | Turniej nie odbył się.                     | Turniej nie odbył się.                     |
| NR / Nie-rank.                      | NR / Nie-rank.               | Turniej nie był zaliczany jako rankingowy. | Turniej nie był zaliczany jako rankingowy.                                          | Turniej nie był zaliczany jako rankingowy. | Turniej nie był zaliczany jako rankingowy. |
| R / Rank.                           | R / Rank.                    | Turniej był zaliczany jako rankingowy.     | Turniej był zaliczany jako rankingowy.                                              | Turniej był zaliczany jako rankingowy.     | Turniej był zaliczany jako rankingowy.     |
| MR / Minor-Rank.                    | MR / Minor-Rank.             | Turniej był zaliczany jako minor ranking.  | Turniej był zaliczany jako minor ranking.                                           | Turniej był zaliczany jako minor ranking.  | Turniej był zaliczany jako minor ranking.  |

1. 1 2  Amator
2. ↑  Nowi gracze w Tourze nie mają rankingu

## Finały w karierze

### Finały rankingowe: 3 (1-2)
| Rezultat  |    | Rok  | Turniej           | Przeciwnik     | Wynik | Przypisy |
| --------- | -- | ---- | ----------------- | -------------- | ----- | -------- |
| Finalista | 1. | 2013 | Shanghai Masters  | Ding Junhui    | 6–10  | [ 3 ]    |
| Finalista | 2. | 2017 | Snooker Shoot Out | Anthony McGill | 0–1   | [ 4 ]    |
| Zwycięzca | 3. | 2024 | Wuhan Open        | Si Jiahui      | 10–7  |          |

### Finały nierankingowe: 2 (0-2)
| Rezultat  |    | Rok  | Turniej               | Przeciwnik       | Wynik | Przypisy |
| --------- | -- | ---- | --------------------- | ---------------- | ----- | -------- |
| Finalista | 1. | 2015 | Snooker Shoot Out     | Michael White    | 0–1   | [ 5 ]    |
| Finalista | 2. | 2024 | Champion of Champions | Mark J. Williams | 6–10  | [ 6 ]    |

### Finały Pro-am: 3 (3-0)
| Rezultat  |    | Rok  | Turniej                                  | Przeciwnik     | Wynik | Przypisy |
| --------- | -- | ---- | ---------------------------------------- | -------------- | ----- | -------- |
| Zwycięzca | 1. | 2008 | Paul Hunter English Open                 | Ben Woollaston | 6–2   |          |
| Zwycięzca | 2. | 2009 | Azjatyckie Igrzyska Halowe               | Liang Wenbo    | 5–2   |          |
| Zwycięzca | 3. | 2013 | Azjatyckie Igrzyska Halowe i Sztuk Walki | Amir Sarkhosh  | 5–4   |          |

### Finały amatorskie: 4 (4-0)
| Rezultat  |    | Rok  | Turniej                        | Przeciwnik            | Wynik | Przypisy |
| --------- | -- | ---- | ------------------------------ | --------------------- | ----- | -------- |
| Zwycięzca | 1. | 2007 | Mistrzostwa Azji U-21 Amatorów | Chinnakrit Yoawansiri | 6–2   | [ 7 ]    |
| Zwycięzca | 2. | 2008 | PIOS – Turniej 2               | Noppadol Sangnil      | 6–5   |          |
| Zwycięzca | 3. | 2009 | PIOS – Turniej 6               | Jack Lisowski         | 6–0   |          |
| Zwycięzca | 4. | 2011 | Finały China Snooker Tour      | Chen Feilong          | 5–0   | [ 8 ]    |